# Comuna Koniuhî, Kozova
Koniuhî (în ucraineană Конюхи) este o comună în raionul Kozova, regiunea Ternopil, Ucraina, formată din satele Koniuhî (reședința), Zaberizkî și Zalissea.

## Demografie
Componența lingvistică a comunei Koniuhî
     Ucraineană (99,93%)
     Alte limbi (0,08%)
Conform recensământului din 2001, majoritatea populației comunei Koniuhî era vorbitoare de ucraineană (99,93%), existând în minoritate și vorbitori de alte limbi.